# علم کوچک
علم کوچک (در مقابل علم بزرگ ) به علمی گفته می شود که در مقیاس کوچک و در سطح افراد و تیم‌های کوچک صورت می‌گیرد.
نهادهایی بزرگی که هزینه‌های مالی پژوهش‌ها را تأمین می کنند، مانند بنیاد ملی علوم ، دارپا و اتحادیه اروپا، معمولا تمایل به تأمین مالی پروژه‌های تحقیقاتی در مقیاس بزرگ را دارند. زیرا پژوهش‌های بزرگ و بلندپروازانه به منابع مالی قابل توجهی نیاز دارند و از سوی دیگر هزینه‌های اداری نظارت و مدیریت آن برای نهادهای حامی پژوهش کمتر است. با این حال، علوم کوچک که معمولا با داده‌‌های محلی و محدود اجرا می‌شود و داده‌های آن به راحتی اشتراک گذاری نمی‌شوند نیز در برخی حوزه‌ها مانند شیمی و زیست‌شناسی توسط نهادهای تامین مالی مورد حمایت قرار می‌گیرند.

## اهمیت علم کوچک
علم کوچک به تعریف اهداف و جهت‌دهی پروژه‌های بزرگ علمی کمک می‌کند. به نوبه خود، نتایج پروژه‌های مقیاس بزرگ معمولا با تلاش‌های طولانی مدت جامعه علوم کوچک مورد تجزیه و تحلیل قرار می‌گیرد. علاوه بر این، از آنجا که علوم کوچک معمولاً در دانشگاه ها انجام می‌شود، دانشجویان و پژوهشگران جوان را در تعیین و حل مشکلات علمی مشارکت می‌دهد. از این رو، علم کوچک را می‌توان عامل مهمی برای گرد هم آوردن علم و جامعه دانست.

## مثال‌هایی از نتایج علوم کوچک با تأثیر زیاد
بسیاری از مثال‌های تاریخی نشان می‌دهد که نتایج علوم کوچک می‌تواند تأثیرات عظیمی داشته باشد. به عنوان مثال:
- نظریه گالوا ، یکی از نظریه های اساسی جبر انتزاعی ، توسط Évariste Galois در عرض چند هفته توسعه داده شد.
- آلبرت انیشتین نظریه نسبیت خاص را به عنوان یک سرگرمی هنگام کار تمام وقت در یک دفتر ثبت اختراع توسعه داد.
- رابرت گودارد راکت‌های مایع و چند مرحله ای را عمدتا به تنهایی اختراع کرد. این پیشرفت‌ها منجر به موشک‌های وی-2 آلمان و آپولو  سترن 5 شد.